# 趙全璧
趙全璧，（1904年8月28日—1989年1月9日），第一屆國民大會遼北省法庫縣代表。民國七十八年（1989年）1月9日于台灣病逝。